# Asociația Sportivă Ardealul Târgu Mureș
Ne doit pas être confondu avec ASA Târgu Mureș (1962).
Actualités
L' Asociația Sportivă Ardealul 2013 Târgu Mureș, plus connu sous le nom de ASA Târgu Mureș, fondé en 2005 sous le nom de FCM Târgu Mureș, est un club roumain de football basé à Târgu Mureș.

## Historique

Ancien logo

- 2004 : fondation du club sous le nom de Trans-Sil Târgu Mureș
- 2008 : le club est renommé FCM Târgu Mureș
- 2010 : 1re participation au championnat de 1re division (saison 2010/11)
- 2013 : le club est renommé ASA 2013 Târgu Mureș
- 2015 : le club finit 2e du chammpionnat et se qualifie pour le troisième tour préliminaire de Ligue Europa.
- 2015 : Pour son entrée en compétition, le club est défait par l'ASSE (0-3) lors du match aller du troisième tour préliminaire de Ligue Europa.

## Palmarès
- Championnat de Roumanie :
  - Vice-champion : 2015

- Championnat de Roumanie de deuxième division :
  - Champion (1) : 2010

- Supercoupe de Roumanie :
  - Vainqueur (1) : 2015

## Bilan saison par saison
|           | I | II | III | Points | Journées | V  | N  | D  | B.M. | B.P. | Diff. |
| 2010-2011 | 9 |    |     | 45 pts | 34       | 12 | 9  | 13 | 34   | 41   | -7    |
| 2009-2010 |   | 1  |     | 69 pts | 32       | 20 | 9  | 3  | 52   | 20   | +32   |
| 2008-2009 |   | 3  |     | 57 pts | 34       | 16 | 9  | 9  | 54   | 27   | +27   |
| 2007-2008 |   |    | 5   | 56 pts | 34       | 16 | 8  | 10 | 53   | 29   | +24   |
| 2006-2007 |   |    | 7   | 49 pts | 34       | 13 | 10 | 11 | 44   | 40   | +4    |

## Parcours en coupes d'Europe

### Matchs
| 2015-2016 - Ligue Europa |       |                  |
| Troisième tour           |       |                  |
| ASA Târgu Mureș          | 0 - 3 | AS Saint-Étienne |
| AS Saint-Étienne         | 1 - 2 | ASA Târgu Mureș  |